# Глизе 581 f

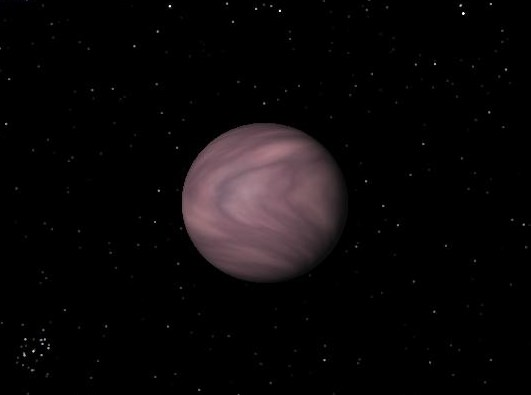
Gliese 581 f в представлении художника

Глизе 581 f или Gl 581 f — неподтвержденная экзопланета в системе Глизе 581, расположенной в 20 световых годах (более 193 триллионов километров) от Земли.
Об открытии планеты сообщили 29 сентября 2010 года. Предположение о существовании планеты было высказано при исследовании методом Доплера на основе данных инструмента HIRES телескопа Кек I обсерватории Кек и инструмента HARPS телескопа ESO в обсерватории Ла-Силья. Последующие исследования, включающие обновленное данные с HARPS, не подтвердили её существование.

## Характеристики

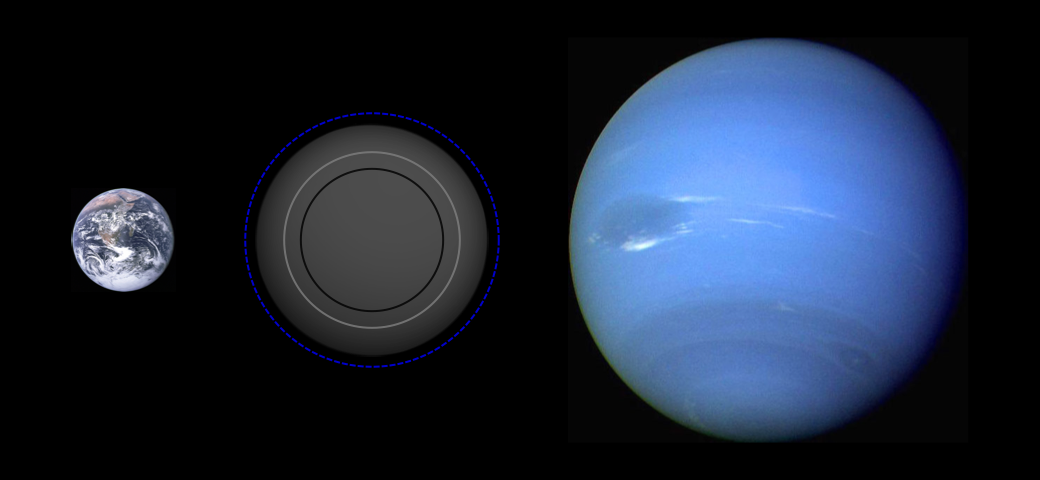
Сравнение размеров Земли, Глизе 581 f и Нептуна

Предполагалось, что масса планеты составляет как минимум 7 масс Земли, что означает, что это должна была быть либо большая планета земного типа (сверхземля), либо планета-гигант, похожая на Нептун. Предполагалось, что она обращается вокруг звезды на расстоянии 0,758 а. е., что немногим больше, чем расстояние от Венеры до Солнца, однако на поверхности, скорее всего, слишком холодно для существования воды в жидком виде, так как Глизе 581 является красным карликом и производит меньше тепла, чем Солнце.